# Iconoclast (Part 1: The Final Resistance)
Iconoclast (Part 1: The Final Resistance) è il quinto album del gruppo musicale deathcore tedesco Heaven Shall Burn, pubblicato in Europa il 28 gennaio 2008 e negli Stati Uniti il 5 febbraio 2008 dall'etichetta discografica Century Media Records.
L'album contiene la canzone Black Tears, di cui è stato anche pubblicato il video musicale. Si tratta della cover di un brano contenuto nell'album Purgatory Afterglow (1994) della band scandinava Edge of Sanity, il cui cantante all'epoca era Dan Swano.

## Tracce
1. Awoken – 1:29
2. Endzeit – 4:18
3. Like a Thousand Suns – 3:46
4. Murderers of all Murderers – 3:55
5. Forlorn Skies – 4:51
6. A Dying Ember – 6:57
7. Joel – 5:04
8. A Quest for Resistance – 4:51
9. Black Tears (cover degli Edge of Sanity) – 3:06
10. The Bombs of My Saviours – 4:22
11. Against All Lies – 5:09
12. The Disease – 2:47
13. Equinox – 3:10
14. Atonement – 4:35

## Bonus tracks (Edizione giapponese)
1. No One Will Shed a Tear - 04:41
2. Downfall of Christ (cover dei Merauder) - 03:10